# Presidente do Peru
O Presidente do Peru, oficialmente Presidente Constitucional da República do Peru, é o chefe de Estado do Peru. Além de ser a personificação do povo peruano, chefe do Poder Executivo e comandante em chefe das Forças Armadas em como suas incumbências e direitos, são regulamentados pela Constituição de 1993. O Presidente, como chefe do Executivo, nomeia o Conselho de Ministros, que revisará seus decretos, e o Primeiro-ministro, que o representará diante dos ministros.
O presidente é eleito para um mandato de 5 anos, sem reeleição, juntamente com o primeiro e o segundo-vice-presidentes. Após 5 anos sem exercer a presidência, o chamado período constitucional, um antigo presidente pode tornar a candidatar-se. Os vice-presidentes não exercem função constitucional, ao menos que o presidente não possa exercê-la. A cerimônia de posse ocorre a cada 5 anos no dia 28 de julho, dia nacional do Peru. 
A atual presidente do Peru é Dina Boluarte, tendo assumido o cargo no dia 7 de dezembro de 2022 após a destituição de Pedro Castilho.

## Atribuições
Nota: Tradução livre baseada no texto original da Constituição do Peru
São atribuições do Presidente do Peru:
- Cumprir e fazer cumprir a Constituição e os tratados, leis e demais disposições legais;
- Representar o Estado, dentro ou fora do território;
- Dirigir a política de governo;
- Zelar pela ordem interna e pela segurança da República;
- Convocar (novas) eleições gerais quando do tempo estipulado pela Constituição;
- Apresentar-se ao Congresso, por meio de documento ou pessoalmente, na abertura do ano legislativo;
- Dirigir as relações internacionais e celebrar tratados;
- Nomear embaixadores, ministros e o Presidente do Conselho de Ministros, com aprovação do Congresso;
- Declarar guerra e paz em concordância com o Congresso.

## Símbolos

### Faixa presidencial
A faixa presidencial é utilizada pelo Presidente em cerimônias oficiais e tem a função de representar seu poder como chefe de Estado e governo. A atual faixa do Peru é bicolor, vermelha e branca, e colocada sobre o ombro esquerdo até ao lado direito da cintura do presidente.
Tradicionalmente, o Brasão de armas era posicionado ao final da faixa, porém desde 2006 é colocado sobre o peito de quem a usa. A faixa também é utilizada pelo Presidente do Congresso no período entre o fim do mandato de um presidente e o juramento do presidente-eleito.
Os ministros utilizam uma faixa horizontal na altura da cintura e os parlamentares, por sua vez, portam uma medalha distintiva do Congresso.

### Bastonete
O uso de um bastonete paras simbolizar poder remonta aos vice-reis da América. Porém este hábito foi associado ao povo peruano somente a partir da Grande Rebelião de Túpac Amaru II, em 1780. Os indígenas também utilizavam bastões, os quais denominavam varayoc. Ao longo da história, poucos presidentes utilizaram o bastonete presidencial em cerimônias oficiais. No caso dos presidentes militares, o uso da espada era comum para substituir o bastonete. O último presidente a utilizá-lo foi Ollanta Humala no desfile militar de 2011.

## Ex-presidentes
Ao deixar o cargo, o presidente do Peru torna-se um senador vitalício até sua morte, participando ativamente das sessões do Congresso da República e sendo representado no Acordo Nacional (Acuerdo Nacional). Os ex-presidentes recebem uma pensão do Estado que se extingue quando tornam a ocupar um cargo público. Como estipulado pela Constituição, os ex-presidentes não recebem maiores benefícios e honrarias. Casos peculiares são os de Augusto B. Leguía, que após deixar a presidência teve de responder a um processo judicial, falecendo em estado de miséria na prisão; e Alberto Fujimori, condenado a 25 anos de prisão por crimes contra a humanidade.
Os atuais ex-presidentes vivos são:

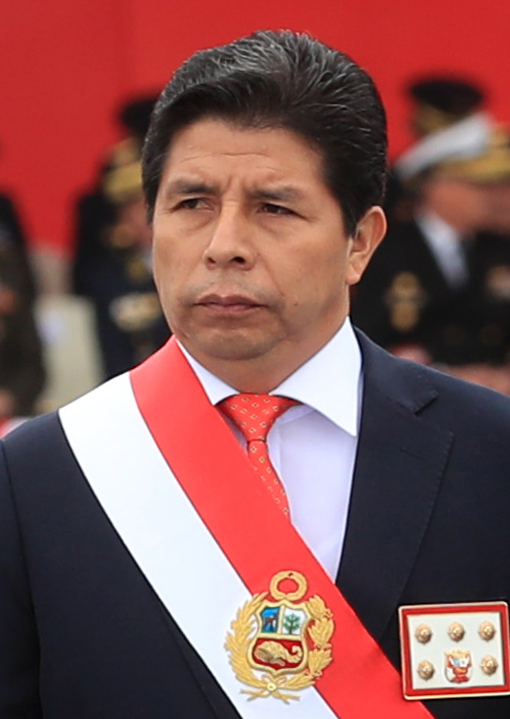
Pedro Castillo
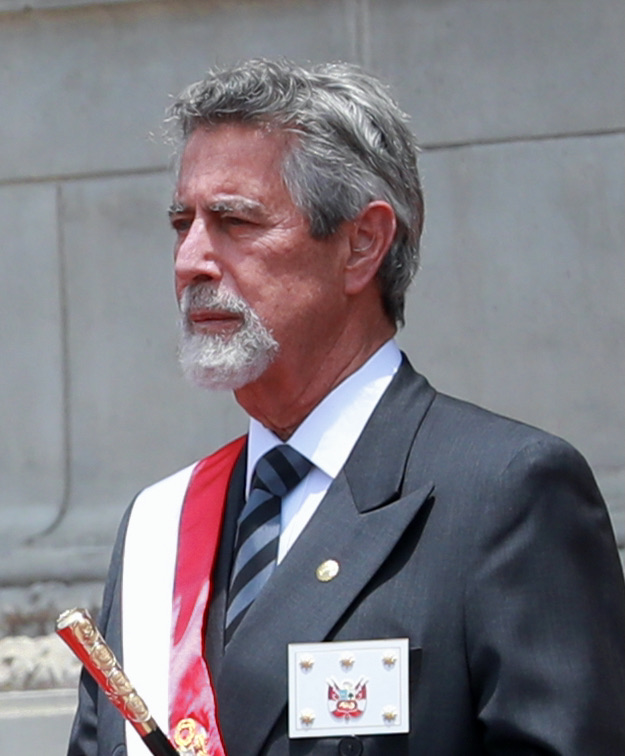
Francisco Sagasti
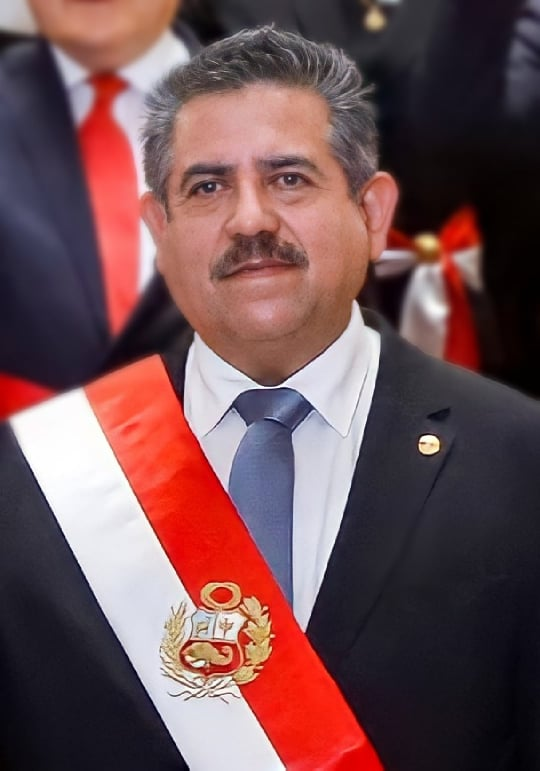
Manuel Merino
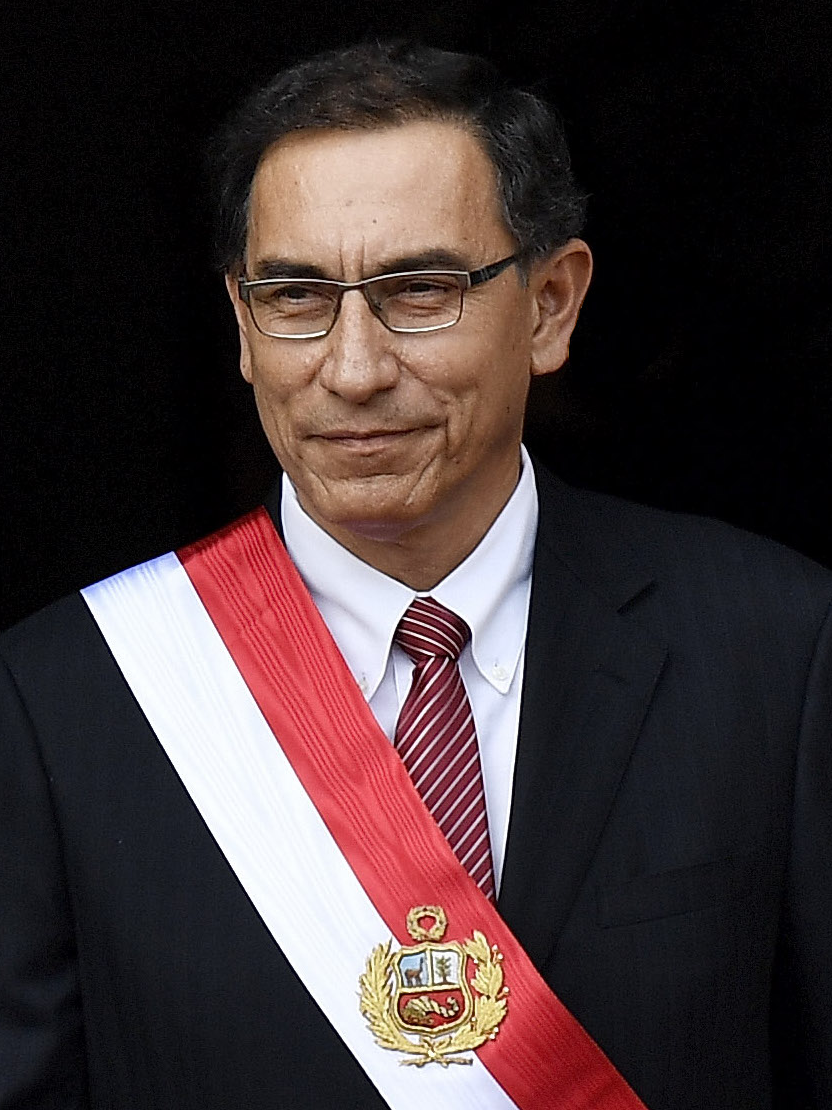
Martín Vizcarra
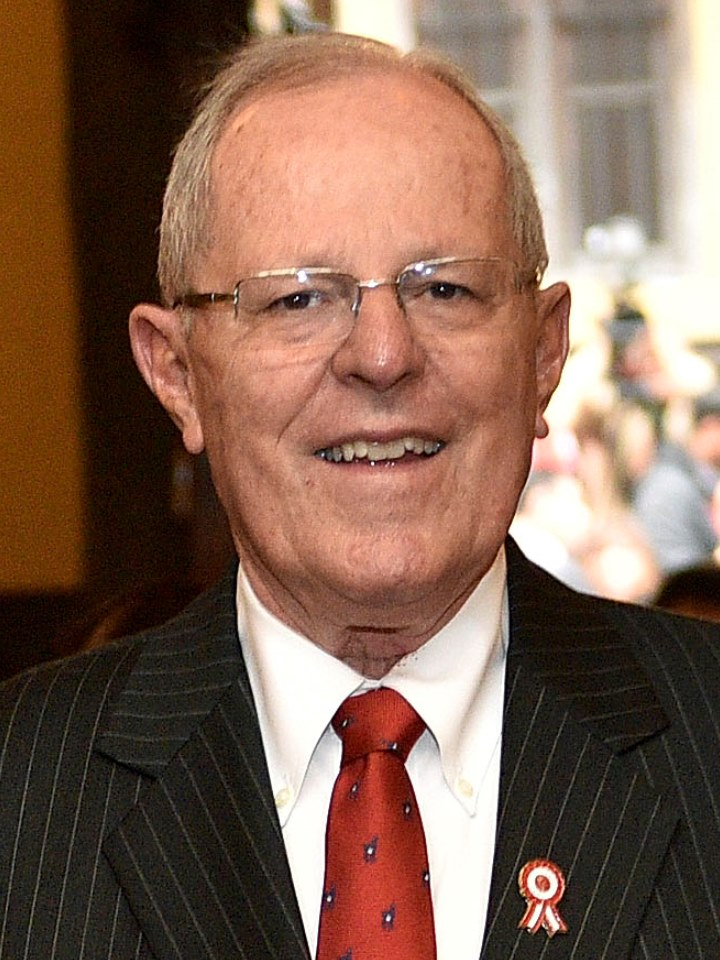
Pedro Pablo Kuczynski
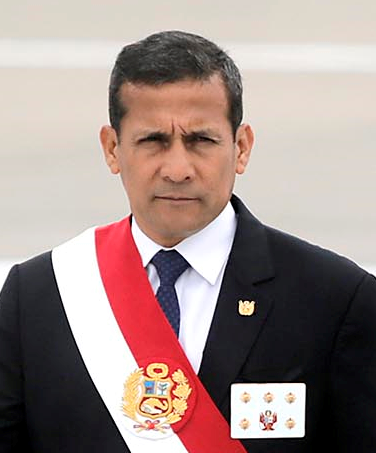
Ollanta Humala
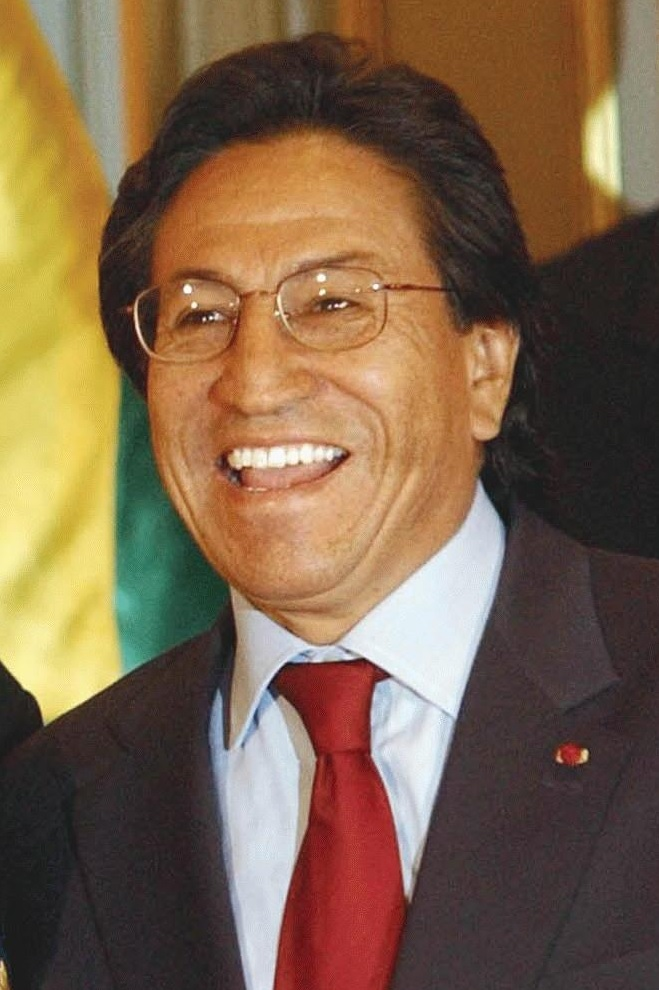
Alejandro Toledo